# Płomień (powieść)
Płomień – polska powieść hard science-fiction Magdaleny Salik, wydana w 2021 przez wydawnictwo Powergraph. Została nagrodzona Główną Nagrodą Literacką im. Jerzego Żuławskiego w 2022 oraz Nagrodą im. Janusza A. Zajdla.

## Fabuła
Odkryto planetę, która potencjalnie może stanowić drugi dom dla ludzi. Z tego powodu naukowcy pracują nad stworzeniem wyjątkowego statku, który zostaje nazwany „Płomień”. Stojący na czele przedsięwzięcia astrofizyk wchodzi w relacje z psycholożką moralności, której nie do końca podoba się to, w jaki sposób mężczyzna chce osiągnąć cel.